# Шпилинський Олександр Опанасович
Шпилинський Олександр Опанасович (Alexander Spilin) (* 18 серпня 1894, Полтава, Російська імперія — квітень 1990, Лейквуд, Нью-Джерсі, Сполучені Штати Америки) — сотник Армії УНР.

## Освіта та служба в РІА
Народився в родині колезького асесора м. Полтави. Закінчив Полтавське реальне училище, Олександрівське військове училище (1 лютого 1915), служив прапорщиком 24-го піхотного запасного батальйону. З 27 липня 1915 р. — молодший офіцер 15-го Сибірського стрілецького полку. З 12 липня 1916 р. — командир 12-ї роти цього полісу. З 28 жовтня 1917 р. — штабс-капітан. 20 серпня 1917 р. був поранений у бою під Ригою. 22 жовтня 1917 р повернувся до полісу після лікування, прийняв командування 2-ю ротою, згодом — 1-м батальйоном. Постановою солдатського комітету свого полку був нагороджений Георгіївським хрестом IV ступеня за бій 20 серпня 1916 р. 20 листопада 1917 р. через необхідність лікування залишив полк, що стояв на позиціях під Ригою.

## В Армії УНР

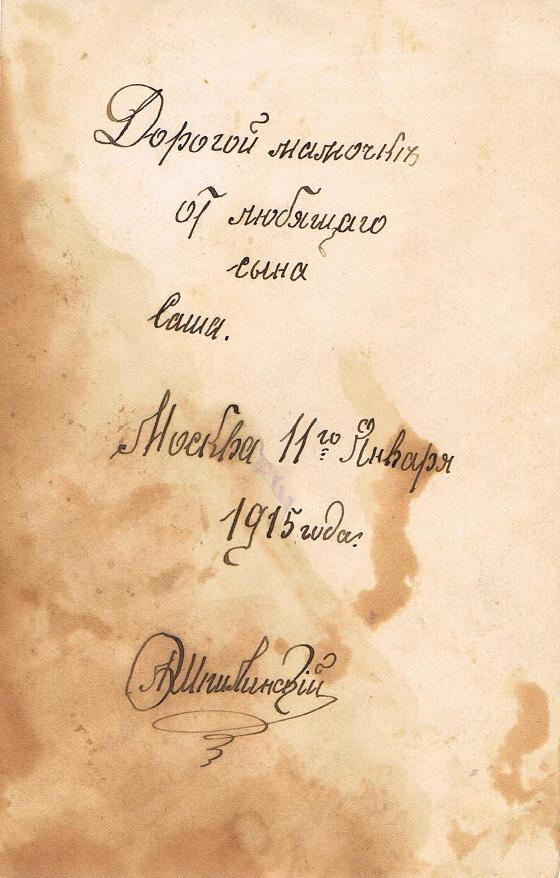
Напис на фотографії, зроблений особисто Олександром Шпилинським

З 18 листопада 1917 р. був зарахований на українську військову службу помічником командира полку ім. С. Наливайка військ Центральної Ради. З 10 січня 1918 р — молодший старшина Наливайківської сотні Гайдамацького Коша Слобідської України військ Центральної Ради. З квітня 1918 р. — начальник оперативного відділу штабу Окремої Запорізької дивізії Армії УНР, згодом — Армії Української Держави. У серпні 1918 р. був звільнений з військової служби. З 20 грудня 1918 р — начальник штабу 2-ї пішої дивізії військ Директорії.
З березня 1919 р. був приділений до оперативного відділу штабу Запорізького корпусу Дієвої армії УНР. Був членом місії Південно-Східного фронту Дієвої армії УНР до Румунії. З 15 травня 1919 р — в. о. начальника штабу 7-ї Запорізької дивізії Дієвої армії УНР 3 3 червня 1919 р. — начальник оперативного відділу штабу 7-ї Запорізької дивізії, з липня 1919 р. — начальник штабу 7-ї Запорізької дивізії Дієвої армії УНР.
29 жовтня 1919 р. захворів на тиф та залишився у м. Станіславчик, де був захоплений білогвардійцями і вивезений до Одеси.
З 10 січня 1920 р. — начальник команди полонених вояків Дієвої армії УНР, що охороняла вагони генерала Леша — голови слідчої комісії Збройних Сил Півдня Росії з розслідування зловживань серед білих військ.
1 лютого 1920 р. втік з Одеси. 7 лютого 1920 р на ст. Роздільна зголосився до Української Галицької армії, був відправлений до начальної команди УГА у м. Балта.
29 лютого  1920 р. був виданий командуванням УГА більшовикам та мобілізований до РСЧА.
13 березня 1920 р. втік від червоних та 15 березня 1920 р. у м. Голта приєднався до Збірного Запорізького полку Дієвої армії УНР, що рейдувала у Першому Зимовому поході. З 15 березня 1920 р. — начальник розвідного відділу штабу Дієвої армії УНР, залишався на цій посаді у 1920-1921 рр.
Восени 1920 р. було відмовлено у присвоєнні звання підполковника за образу словами та діями двох українських військових урядовців. Однак на інтернуванні це питання було підняте вдруге, цього разу С. Петлюра 12 квітня 1922 р. особисто викреслив прізвище О. Шпилинського зі списку тих, хто мав бути підвищений до наступного звання, «до з'ясування його судової справи», яка тяглася ще з листопада 1920 р., але так і не була завершена. Саме через це О. Шпилинський залишився тільки сотником Армії УНР.
У 1920-х рр. з розвідувальними цілями неодноразово бував на території Радянської України. На еміграції зробив кілька надзвичайно цікавих військово-історичних досліджень з історії Українського Козацтва — часто друкувався під псевдонімом «Переяславський».

## В еміграції
До Другої Світової Війни живе у Берліні, там він змінює прізвище на Alexander Spilin (точна дата невідома). Ймовірно у 1950-х роках емігрує до США (натуралізація — прийняття громадянства США — у 1957 року). У США зустрічає німкеню Helene (16.03.1910 — 22.03.2004), дошлюбне прізвище невідоме, і незабаром одружується з нею. Після Другої Світової Війни через Червоний Хрест знаходить своїх рідних сестер: Ніну Опанасівну Шпілінську і Надію Опанасівну Шпілінську (у шлюбі Дворянську), які живуть у Полтаві. З того часу і до кінця свого життя підтримує постійний зв'язок із ними та іншими рідними. У 60-ті роки пише дві монографії: автобіографічна — «На Днепр — по рыбу. Воспоминания» (1962) та невелике дослідження — «Н. П. Резанов» (1969) про російського дипломата, мандрівника і підприємця Н.П.Резанова.
Живе у Нью-Йорку на Манхеттені, працює банківським клерком. Після виходу на пенсію продає квартиру і купує будинок в Lakewood, New Jersey, в якому живе до самої смерті (квітень 1990). Залившись удовицею, Helene продає будинок і повертається на батьківщину у Німеччину у Берлін, везучи з собою прах чоловіка. Alexander Spilin (Олександр Опанасович Шпілінській) похований у Берліні.